# Асанбеков, Сарман
Сарман (Абдул) Асанбеков (8 августа 1935, колхоз «Коммунизм», Киргизская Автономная Социалистическая Советская Республика (ныне Таласского района Таласской области, Кыргызстана) — 30 марта 2009, Бишкек) — киргизский и советский искусствовед, поэт, театральный критик, переводчик, педагог, журналист. Заслуженный работник культуры Киргизской ССР. Член Союза художников, член Союза журналистов СССР и член Союза писателей СССР (с 1980).

## Биография
В 1958 году окончил филологический факультет Киргизского государственного университета, в 1966 году — аспирантуру при Институте философии и права Академии наук Киргизской ССР по специальности изобразительное искусство, разрабатывал тему «Особенности становления и развития профессионального изобразительного искусства Киргизии». Стажировался в Художественном институте в Москве.
В 1958—1961 годах — научный сотрудник Киргизского государственного музея изобразительных искусств, в 1961—1963 годах — заведующий учебной частью, затем в 1968—1975 годах — директор художественного училища в г. Фрунзе, заведующий отделом искусства еженедельника «Кыргызстан маданияты» (1968), заведующий редакцией искусства Киргизской Советской Энциклопедии (1975—1977). С 1977 года работал заведующим редакцией литературы по искусству в издательстве «Кыргызстан».
С 1993 года — заместитель директора по науке Объединенной дирекции музеев города Фрунзе.
С 1996 года — доцент кафедры режиссуры Киргизского государственного института искусств, с 1997 года — профессор кафедры режиссуры и актёрского мастерства того же института.
28 октября 2005 года награждён Почётной грамотой Кыргызской Республики.

## Творческая и научная деятельность
Как поэт дебютировал в 1962 году со сборником под названием «Ритм».
В книгах, статьях, докладах и выступлениях поднимал актуальные проблемы современного профессионального искусства Кыргызстана, такие, как традиции народного творчества в современном искусстве, профессионализм художника, его связь с киргизской культурой, связь киргизской культуры с русским искусством.

## Избранные публикации
- Художник: О творчестве Гапара Айтиева. — Ф .: Кыргызмамбас, 1962.
- Ритм: Стихи. — Ф .: Школа, 1963.
- Жизнь и искусство: обзоры и очерки. — Ф .: Кыргызстан, 1970.
- Гапар Айтиев . — Ф .: Кыргызстан, 1972.
- Поиск и открытие: обзоры. — Ф .: Школа, 1977.
- Вера: Стихи. — Ф .: Кыргызстан, 1979.
- Современная киргизская драма. — Ф .: Кыргызстан, 1980.
- Сары-Булак: Стихи. — Ф .: Школа, 1981.
- Путешествие в юность: песни и стихи. — Ф .: Кыргызстан, 1984.
- Тревожные высоты: критика, литературный портрет. — Ф .: Кыргызстан, 1986.
- Алиман Жангорозова: Творческий портрет. — Ф .: Кыргызстан, 1987.
- Мираида Далбаева: Творческий портрет. — Ф .: Литература, 1989.
- Марат Алышбаев: Монография. — Ф .: Кыргызстан, 1998.
- Айтматов и искусство: Сборник статей (в соавтор). — Ф .: Кыргызстан, 1978.